# Dyleň
Dyleň är en kulle i Tjeckien.   Den ligger i regionen Karlovy Vary, i den västra delen av landet, 140 km väster om huvudstaden Prag. Toppen på Dyleň är 939 meter över havet. Dyleň ingår i Český Les.
Terrängen runt Dyleň är kuperad åt nordväst, men åt sydost är den platt.Runt Dyleň är det glesbefolkat, med 15 invånare per kvadratkilometer. Närmaste större samhälle är Mariánské Lázně, 14,1 km öster om Dyleň. I omgivningarna runt Dyleň växer i huvudsak barrskog.